# Čevelj-lambert
Čevelj-lambert ('angleško Footlambert'; oznaka fl ali fL)je enota za merjenje svetlosti v ameriškem merskem sistemu (ali angleške mere). V sistemu SI se za merjenje svetlosti uporablja enota kandela na kvadratni meter (cd/m2). Enota se uporablja v glavnem v Združenih državah Amerike.
Enota se imenuje po nemškem matematiku, fiziku, astronomu in filozofu Johannu Lambertu (1728 – 1777).
Čevelj-lambert je enak 1/π kandele na kvadratni čevelj (0,426 cd/cm2). 

## Uporaba
Čevelj-lambert se uporablja v simulacijah leta, kjer z njim merijo svetlost zaslonov. Drugo večje področje uporabe je filmska industrija, kjer merijo svetlost slik na projekcijskih zaslonih. 